# Touch-Me-Not
Touch-Me-Not (봉선화 - Bongseonhwa) là phim Hàn Quốc năm 1956 đạo diễn bởi Kim Ki-young.

## Tóm tắt
Một bộ phim tình cảm lịch sử về tình yêu tay ba của một băng cướp.

## Diễn viên
- Na Gang-hui[3]
- An Seok-jin
- Beak Song
- Hong Il-hwa
- Ko Seol-bong
- Go Seon-ae
- Park Am
- Lee Hyeon
- Kang Kye-shik
- Jo Hyang